# CZ 110半自動手槍
CZ 110是一款由捷克烏爾斯基·布羅德兵工廠所設計和生產的輕量級半自動手槍，是CZ 100的雙動操作扳機版本，亦是ČZ走進聚合物底把市場的手槍之一。主要發射9×19毫米、9×21毫米IMI和.40 S&W這三種口徑的手枪子彈。

## 概述
CZ 110是一把槍管短行程後座作用、後膛裝填的半自動手槍，裝有短行程後座的槍管，並且利用槍管的一塊大型鎖耳以與套筒內壁相應的位置嚙合並且閉合拋殼口以達至閉鎖。如果需要開鎖，槍管需要利用置於槍管以下、一塊外型特別的凸輪和底把內部的尖角型凸輪導桿以向下擺動。
底把是由耐碰撞的高硬度聚合物製造，而套筒是由钢製造。
CZ 110亦是一把以擊鐵發射的手槍，擊鐵可以由套筒的復進循環令其完全豎起，然後如果不是必需立即開火的話，可以利用待擊解脱桿降低擊錘以鎖上全槍。而其他的保險裝置包括自動擊鐵阻鐵和一個上膛指示器。
CZ 110的內部還裝有攜帶時令擊鐵不能作任何移動而仍然保持上膛的特殊保險。它裝有雙動操作的扳機機構。然而，如果需要更準確地發射第一發子彈（扳機在單動操作模式），就需要向後拉動套筒大約10毫米（0.39英吋）以豎起擊鐵。
CZ 110可以發射9×19毫米、9×21毫米IMI和.40 S&W這三種手枪子彈。CZ-110的套筒下、扳機護環備有戰術附件導軌以安裝戰術燈和雷射瞄準器。

## 外部連結
- （英文）—Česká Zbrojovka—官方網站
- （英文）—CZ-110手槍說明手冊
- （英文）—EnemyForces.com—CZ-110（页面存档备份，存于）
- （英文）—Modern Firearms—CZ 110（页面存档备份，存于）
- （英文）—Weapon.ge—CZ 110（页面存档备份，存于）